# Conservatório de Música e Artes do Centro
O Conservatório de Música e Artes do Centro é uma instituição de ensino artístico em Portugal especializada no ensino da música, dança, pintura e desenho e teatro. Tendo à disposição cursos do ensino básico e secundário (regime articulado em parceria com o Ministério da Educação ; regimes livre e supletivo; ensino profissional para o secundário com acesso ao ensino superior).
Fundada em 2002 por Alexandre de Sousa Rodrigues, numa pequena instalação em Ourém, onde ainda se encontra uma das escolas, depressa foi crescendo até conseguir uma instalação maior (em Fátima, onde atualmente é a sede), ficando sobre o nome de Conservatório de Música de Ourém e Fátima.
Manteve-se desse modo até abrir mais duas instalações uma em Freixianda e outra em Porto de Mós. Já a da Batalha foi a última (2017).
Como o conservatório foi crescendo justificou-se então a alteração do seu nome para Conservatório de Música e Artes do Centro dado que este atualmente contém escolas em vários locais da região centro de Portugal sendo também uma rockschool.
O Conservatório mantém-se como uma instituição de prestígio a nível do ensino artístico em Portugal.